# Свиридов (Ростовская область)
Свиридов — хутор в Боковском районе Ростовской области.
Входит в состав Краснокутского сельского поселения.

## География
На хуторе имеется одна улица: Луговая.

## История
Из записей Свиридова Вадима Семёновича (8-е поколение от Максима Свиридова):

…Восставшые люди воглаве с И. И. Болотниковым подходят к Москве… Мастеровой люд Москву поддерживают восставших… После их поражения, Максим Свиридов — мастеровой-каменщик уходит в «дикие южные степи» Дона, где становится казаком. Наш прапращур и пращур — вольные степей разинцы и пугачевцы. Большая семья Ивана Максимовича Свиридова предстает перед царём Петром I при постройке верфи на Дону в районе станици Усть-Медведицкой (ныне город Серафимович). Дмитрий Иванович не желает служить Царю, как его дед Максим, и уходит в степи на речке Чир (правый приток Дона). Там с другими казаками обустраивается в хутор, который нарекают — хутор Свиридов…

## Население
| 1989 | 2002 | 2010 |
| ---- | ---- | ---- |
| 172  | ↗192 | ↘173 |